# ويلفريد هارولد مونرو
ويلفريد هارولد مونرو (بالإنجليزية: Wilfred Harold Munro)‏ هو مؤرخ أمريكي، ولد في 20 أغسطس 1849 في بريستول في الولايات المتحدة، وتوفي في 9 أغسطس 1934.